# مورين أوبويل
مورين أوبويل (بالإنجليزية: Maureen O'Boyle)‏ هي صحفية أمريكية، ولدت في 14 يوليو 1963 في تشارلوت في الولايات المتحدة.